# Campo San Martino
Campo San Martino – miejscowość i gmina we Włoszech, w regionie Wenecja Euganejska, w prowincji Padwa.
Według danych na rok 2004 gminę zamieszkiwało 5371 osób, 413,2 os./km².